# Rally de Estonia de 2021
El Rally de Estonia de 2021, oficialmente 11. Rally Estonia, fue la séptima ronda de la temporada 2021 del Campeonato Mundial de Rally. Se celebró del 15 al 18 de julio y contó con un itinerario de veinticuatro tramos sobre tierra que sumaron un total de 319.38 km cronometrados. Fue también la séptima ronda de los campeonatos WRC2 y WRC 3 y la tercera del JWRC.
El ganador de la prueba fue el joven finlandés Kalle Rovanperä quien con esta victoria se convirtió con 20 años, 9 meses y 17 días en el piloto más joven de ganar una prueba del Campeonato Mundial de Rally superando la anterior marca que ostentaba su compatriota y actual jefe de equipo, Jari-Matti Latvala que había ganado el Rally de Suecia 2008 con 22 años, 10 meses y 7 días.

## Lista de inscritos
| Num.                     | Piloto                  | Copiloto                 | Automóvil              | Equipo                           | Neumático |
| ------------------------ | ----------------------- | ------------------------ | ---------------------- | -------------------------------- | --------- |
| 1                        | Sébastien Ogier         | Julien Ingrassia         | Toyota Yaris WRC       | Toyota Gazoo Racing WRT          | P         |
| 3                        | Teemu Suninen           | Mikko Markkula           | Ford Fiesta WRC        | M-Sport Ford WRT                 | P         |
| 7                        | Pierre-Louis Loubet     | Florian Haut-Labourdette | Hyundai i20 Coupe WRC  | Hyundai 2C Competition           | P         |
| 8                        | Ott Tänak               | Martin Järveoja          | Hyundai i20 Coupe WRC  | Hyundai Shell Mobis WRT          | P         |
| 11                       | Thierry Neuville        | Martijn Wydaeghe         | Hyundai i20 Coupe WRC  | Hyundai Shell Mobis WRT          | P         |
| 18                       | Takamoto Katsuta        | Daniel Barritt           | Toyota Yaris WRC       | Toyota Gazoo Racing WRT          | P         |
| 33                       | Elfyn Evans             | Scott Martin             | Toyota Yaris WRC       | Toyota Gazoo Racing WRT          | P         |
| 42                       | Craig Breen             | Paul Nagle               | Hyundai i20 Coupe WRC  | Hyundai Shell Mobis WRT          | P         |
| 44                       | Gus Greensmith          | Chris Patterson          | Ford Fiesta WRC        | M-Sport Ford WRT                 | P         |
| 69                       | Kalle Rovanperä         | Jonne Halttunen          | Toyota Yaris WRC       | Toyota Gazoo Racing WRT          | P         |
| 20                       | Andreas Mikkelsen       | Ola Fløene               | Škoda Fabia Rally2 Evo | Toksport WRT                     | P         |
| 21                       | Mads Østberg            | Torstein Eriksen         | Citroën C3 Rally2      | Tagai Racing Technology WRT      | P         |
| 22                       | Marco Bulacia Wilkinson | Marcelo Der Ohannesian   | Škoda Fabia Rally2 Evo | Toksport WRT                     | P         |
| 23                       | Adrien Fourmaux         | Renaud Jamoul            | Ford Fiesta Rally2     | M-Sport Ford WRT                 | P         |
| 24                       | Jari Huttunen           | Mikko Lukka              | Hyundai i20 NG R5      | Hyundai Motorsport N             | P         |
| 25                       | Nikolay Gryazin         | Konstantin Aleksandrov   | Volkswagen Polo GTI R5 | Movisport SRL                    | P         |
| 26                       | Sean Johnston           | Alexander Kihurani       | Citroën C3 Rally2      | Saintéloc Junior Team            | P         |
| 27                       | Oliver Solberg          | Aaron Johnston           | Hyundai i20 NG R5      | Hyundai Motorsport N             | P         |
| 28                       | Georg Linnamäe          | James Morgan             | Volkswagen Polo GTI R5 | ALM Motorsport                   | P         |
| 29                       | Tom Kristensson         | David Arhusiander        | Ford Fiesta Rally2     | M-Sport Ford WRT                 | P         |
| 30                       | Kajetan Kajetanowicz    | Maciej Szczepaniak       | Škoda Fabia Rally2 Evo | Kajetan Kajetanowicz             | P         |
| 31                       | Egon Kaur               | Silver Simm              | Volkswagen Polo GTI R5 | Kaur Motorsport                  | P         |
| 32                       | Fabrizio Zaldivar       | Carlos del Barrio        | Škoda Fabia Rally2 Evo | Fabrizio Zaldivar                | P         |
| 34                       | Emil Lindholm           | Reeta Hämäläinen         | Škoda Fabia Rally2 Evo | Emil Lindholm                    | P         |
| 35                       | Pepe López              | Borja Odriozola          | Škoda Fabia Rally2 Evo | Pepe López                       | P         |
| 36                       | Mikko Heikkilä          | Topi Luhtinen            | Škoda Fabia Rally2 Evo | Mikko Heikkilä                   | P         |
| 37                       | Emilio Fernández        | Ruben Garcia             | Škoda Fabia Rally2 Evo | Emilio Fernández                 | P         |
| 38                       | Alexey Lukyanuk         | Yaroslav Fedorov         | Škoda Fabia Rally2 Evo | Alexey Lukyanuk                  | P         |
| 39                       | Raul Jeets              | Andrus Toom              | Škoda Fabia Rally2 Evo | Raul Jeets                       | P         |
| 40                       | Priit Koik              | Kristo Tamm              | Ford Fiesta Rally2     | Priit Koik                       | P         |
| 41                       | Vladas Jurkevičius      | Aisvydas Paliukėnas      | Škoda Fabia Rally2 Evo | Vladas Jurkevičius               | P         |
| 43                       | Rakan Al-Rashed         | Hugo Magalhães           | Volkswagen Polo GTI R5 | Rakan Al-Rashed                  | P         |
| 45                       | Radik Shaymiev          | Maxim Tsvetkov           | Hyundai i20 R5         | Radik Shaymiev                   | P         |
| 46                       | Miguel Díaz-Aboitiz     | Diego Sanjuan de Eusebio | Škoda Fabia Rally2 Evo | Miguel Díaz-Aboitiz              | P         |
| 47                       | Mārtiņš Sesks           | Renars Francis           | Ford Fiesta Rally4     | LMT Autosporta Akadēmija         | P         |
| 48                       | Sami Pajari             | Marko Salminen           | Ford Fiesta Rally4     | Porvoon Autopalvelu              | P         |
| 49                       | Jon Armstrong           | Phil Hall                | Ford Fiesta Rally4     | Codemasters DiRT Rally Team      | P         |
| 50                       | Martin Koči             | Petr Těšínský            | Ford Fiesta Rally4     | Styllex Motorsport s.r.o.        | P         |
| 51                       | Lauri Joona             | Ari Koponen              | Ford Fiesta Rally4     | Team Flying Finn                 | P         |
| 52                       | Robert Virves           | Sander Pruul             | Ford Fiesta Rally4     | Autosport Team Estonia           | P         |
| 53                       | William Creighton       | Liam Regan               | Ford Fiesta Rally4     | Motorsport Ireland Rally Academy | P         |
| 54                       | Raul Badiu              | Rareș Fetean             | Ford Fiesta Rally4     | Raul Badiu                       | P         |
| Fuente: ewrc-results.com |                         |                          |                        |                                  |           |

## Itinerario
| Día                     | Tramo | Nombre                     | Distancia | Ganador de la etapa         | Automóvil                              | Tiempo  | Líder de la general |
| ----------------------- | ----- | -------------------------- | --------- | --------------------------- | -------------------------------------- | ------- | ------------------- |
| Día 1 (15 de julio)     | -     | Abissaare (Shakedown)      | 6.23 km   | Kalle Rovanperä             | Toyota Yaris WRC                       | 2:51.1  | -                   |
| Día 1 (15 de julio)     | SS1   | Visit Estonia Tartu 1      | 2.00 km   | Kalle Rovanperä             | Toyota Yaris WRC                       | 1:42.8  | Kalle Rovanperä     |
| Día 3 (16 de julio)     | SS2   | Arula 1                    | 12.66 km  | Ott Tänak                   | Hyundai i20 Coupe WRC                  | 6:32.1  | Ott Tänak           |
| Día 3 (16 de julio)     | SS3   | Otepää 1                   | 18.25 km  | Kalle Rovanperä Craig Breen | Toyota Yaris WRC Hyundai i20 Coupe WRC | 8:30.6  | Craig Breen         |
| Día 3 (16 de julio)     | SS4   | Kanepi 1                   | 16.51 km  | Kalle Rovanperä             | Toyota Yaris WRC                       | 8:10.5  | Kalle Rovanperä     |
| Día 3 (16 de julio)     | SS5   | Kambja 1                   | 17.85 km  | Kalle Rovanperä             | Toyota Yaris WRC                       | 9:39.7  | Kalle Rovanperä     |
| Día 3 (16 de julio)     | SS6   | Arula 2                    | 12.66 km  | Kalle Rovanperä             | Toyota Yaris WRC                       | 6:27.9  | Kalle Rovanperä     |
| Día 3 (16 de julio)     | SS7   | Otepää 2                   | 18.25 km  | Kalle Rovanperä             | Toyota Yaris WRC                       | 8:19.5  | Kalle Rovanperä     |
| Día 3 (16 de julio)     | SS8   | Kanepi 2                   | 16.51 km  | Craig Breen                 | Hyundai i20 Coupe WRC                  | 8:00.2  | Kalle Rovanperä     |
| Día 3 (16 de julio)     | SS9   | Kambja 2                   | 17.85 km  | Kalle Rovanperä             | Toyota Yaris WRC                       | 9:27.7  | Kalle Rovanperä     |
| Día 3 (17 de julio)     | SS10  | Peipsiääre 1               | 23.56 km  | Kalle Rovanperä             | Toyota Yaris WRC                       | 12:47.4 | Kalle Rovanperä     |
| Día 3 (17 de julio)     | SS11  | Mustvee 1                  | 12.39 km  | Ott Tänak                   | Hyundai i20 Coupe WRC                  | 6:26.2  | Kalle Rovanperä     |
| Día 3 (17 de julio)     | SS12  | Raanitsa 1                 | 22.76 km  | Ott Tänak                   | Hyundai i20 Coupe WRC                  | 10:58.7 | Kalle Rovanperä     |
| Día 3 (17 de julio)     | SS13  | Vastsemõisa 1              | 6.72 km   | Ott Tänak                   | Hyundai i20 Coupe WRC                  | 4:17.6  | Kalle Rovanperä     |
| Día 3 (17 de julio)     | SS14  | Peipsiääre 2               | 23.56 km  | Ott Tänak                   | Hyundai i20 Coupe WRC                  | 12:45.3 | Kalle Rovanperä     |
| Día 3 (17 de julio)     | SS15  | Mustvee 2                  | 12.39 km  | Ott Tänak                   | Hyundai i20 Coupe WRC                  | 6:24.8  | Kalle Rovanperä     |
| Día 3 (17 de julio)     | SS16  | Raanitsa 2                 | 22.76 km  | Ott Tänak                   | Hyundai i20 Coupe WRC                  | 10:46.6 | Kalle Rovanperä     |
| Día 3 (17 de julio)     | SS17  | Vastsemõisa 2              | 6.72 km   | Thierry Neuville            | Hyundai i20 Coupe WRC                  | 4:16.2  | Kalle Rovanperä     |
| Día 3 (17 de julio)     | SS18  | TV3 Tartu 2                | 2.00 km   | Sébastien Ogier             | Toyota Yaris WRC                       | 1:41.9  | Kalle Rovanperä     |
| Día 4 (18 de julio)     | SS19  | Neeruti 1                  | 7.80 km   | Ott Tänak                   | Hyundai i20 Coupe WRC                  | 4:48.3  | Kalle Rovanperä     |
| Día 4 (18 de julio)     | SS20  | Elva 1                     | 11.72 km  | Ott Tänak                   | Hyundai i20 Coupe WRC                  | 6:00.2  | Kalle Rovanperä     |
| Día 4 (18 de julio)     | SS21  | Tartu vald 1               | 7.47 km   | Thierry Neuville            | Hyundai i20 Coupe WRC                  | 5:58.4  | Kalle Rovanperä     |
| Día 4 (18 de julio)     | SS22  | Neeruti 2                  | 7.80 km   | Ott Tänak                   | Hyundai i20 Coupe WRC                  | 4:46.7  | Kalle Rovanperä     |
| Día 4 (18 de julio)     | SS23  | Elva 2                     | 11.72 km  | Thierry Neuville            | Hyundai i20 Coupe WRC                  | 5:55.1  | Kalle Rovanperä     |
| Día 4 (18 de julio)     | SS24  | Tartu vald 2 (Power Stage) | 7.47 km   | Ott Tänak                   | Hyundai i20 Coupe WRC                  | 5:52.2  | Kalle Rovanperä     |
| Fuente:ewrc-results.com |       |                            |           |                             |                                        |         |                     |

### Power stage
El power stage fue un tramo de 7,47 km al final del rally. Se otorgaron puntos adicionales a los cinco más rápidos.
| Pos. | Piloto           | Copiloto         | Tiempo | Diferencia | Puntos |
| ---- | ---------------- | ---------------- | ------ | ---------- | ------ |
| 1    | Ott Tänak        | Martin Järveoja  | 5:52.2 | 0.0        | 5      |
| 2    | Thierry Neuville | Martijn Wydaeghe |        | +2.7       | 4      |
| 3    | Sébastien Ogier  | Julien Ingrassia |        | +3.6       | 3      |
| 4    | Elfyn Evans      | Scott Martin     |        | +4.4       | 2      |
| 5    | Kalle Rovanperä  | Jonne Halttunen  |        | +9.4       | 1      |

## Clasificación final
| World Rally Championship        | World Rally Championship | World Rally Championship | World Rally Championship | World Rally Championship | World Rally Championship |
| Pos.                            | Piloto                   | Copiloto                 | Automóvil                | Tiempo                   | Puntos                   |
| ------------------------------- | ------------------------ | ------------------------ | ------------------------ | ------------------------ | ------------------------ |
| 1                               | Kalle Rovanperä          | Jonne Halttunen          | Toyota Yaris WRC         | 2:51:29.1                | 25                       |
| 2                               | Craig Breen              | Paul Nagle               | Hyundai i20 Coupe WRC    | +59.9                    | 18                       |
| 3                               | Thierry Neuville         | Martijn Wydaeghe         | Hyundai i20 Coupe WRC    | +1:12.4                  | 15                       |
| 4                               | Sébastien Ogier          | Julien Ingrassia         | Toyota Yaris WRC         | +1:24.0                  | 12                       |
| 5                               | Elfyn Evans              | Scott Martin             | Toyota Yaris WRC         | +2:07.1                  | 10                       |
| 6                               | Teemu Suninen            | Mikko Markkula           | Ford Fiesta WRC          | +7:07.3                  | 8                        |
| 7                               | Pierre-Louis Loubet      | Florian Haut-Labourdette | Hyundai i20 Coupe WRC    | +8:48.3                  | 6                        |
| 8                               | Alexey Lukyanuk          | Yaroslav Fedorov         | Škoda Fabia Rally2 Evo   | +10:16.1                 | 4                        |
| 9                               | Andreas Mikkelsen        | Ola Fløene               | Škoda Fabia Rally2 Evo   | +10:29.9                 | 2                        |
| 10                              | Mads Østberg             | Torstein Eriksen         | Citroën C3 Rally2        | +10:46.6                 | 1                        |
| World Rally Championship 2      |                          |                          |                          |                          |                          |
| 1 (9.)                          | Andreas Mikkelsen        | Ola Fløene               | Škoda Fabia Rally2 Evo   | 3:01:59.0                | 25                       |
| 2 (10.)                         | Mads Østberg             | Torstein Eriksen         | Citroën C3 Rally2        | +16.7                    | 18                       |
| 3 (11.)                         | Marco Bulacia Wilkinson  | Marcelo Der Ohannesian   | Škoda Fabia Rally2 Evo   | +28.6                    | 15                       |
| 4 (12.)                         | Adrien Fourmaux          | Renaud Jamoul            | Ford Fiesta Rally2       | +56.1                    | 12                       |
| 5 (16.)                         | Tom Kristensson          | David Arhusiander        | Ford Fiesta Rally2       | +5:00.4                  | 10                       |
| World Rally Championship 3      |                          |                          |                          |                          |                          |
| 1 (8.)                          | Alexey Lukyanuk          | Yaroslav Fedorov         | Škoda Fabia Rally2 Evo   | 3:01:45.2                | 25                       |
| 2 (13.)                         | Kajetan Kajetanowicz     | Maciej Szczepaniak       | Škoda Fabia Rally2 Evo   | +3:15.9                  | 18                       |
| 3 (14.)                         | Mikko Heikkilä           | Topi Luhtinen            | Škoda Fabia Rally2 Evo   | +4:14.4                  | 15                       |
| 4 (15.)                         | Pepe López               | Borja Odriozola          | Škoda Fabia Rally2 Evo   | +4:57.9                  | 12                       |
| 5 (17.)                         | Raul Jeets               | Andrus Toom              | Škoda Fabia Rally2 Evo   | +7:17.7                  | 10                       |
| Junior World Rally Championship |                          |                          |                          |                          |                          |
| 1 (21.)                         | Sami Pajari              | Marko Salminen           | Ford Fiesta Rally4       | 3:19:03.2                | 25                       |
| 2 (22.)                         | Jon Armstrong            | Phil Hall                | Ford Fiesta Rally4       | +24.1                    | 18                       |
| 3 (23.)                         | Mārtiņš Sesks            | Renars Francis           | Ford Fiesta Rally4       | +56.4                    | 15                       |
| 4 (24.)                         | Lauri Joona              | Ari Koponen              | Ford Fiesta Rally4       | +3:43.7                  | 12                       |
| 5 (25.)                         | Raul Badiu               | Rareș Fetean             | Ford Fiesta Rally4       | +4:42.3                  | 10                       |
| Fuente: ewrc-results.com        |                          |                          |                          |                          |                          |

## Clasificaciones tras el rally
| Posición | Piloto           | Puntos | Cambios de posición |
| -------- | ---------------- | ------ | ------------------- |
| 1        | Sébastien Ogier  | 148    | Sin cambios         |
| 2        | Elfyn Evans      | 111    | Sin cambios         |
| 3        | Thierry Neuville | 96     | Sin cambios         |
| 4        | Kalle Rovanperä  | 82     | Crecimiento         |
| 5        | Ott Tänak        | 74     | Decrecimiento       |

| Posición | Equipo                  | Puntos | Cambios de posición |
| -------- | ----------------------- | ------ | ------------------- |
| 1        | Toyota Gazoo Racing WRT | 315    | Sin cambios         |
| 2        | Hyundai Shell Mobis WRT | 256    | Sin cambios         |
| 3        | M-Sport Ford WRT        | 125    | Sin cambios         |
| 4        | Hyundai 2C Competition  | 36     | Sin cambios         |